# دينيسي دومون
دينيسي دومون (بالبرتغالية: Denise Dumont‏) هي ممثلة برازيلية، ولدت في 20 مارس 1955 في البرازيل.

## أعمال

### أفلام
- (1985) قبلة المرأة العنكبوت

## وصلات خارجية
- دينيسي دومون على موقع IMDb (الإنجليزية)
- دينيسي دومون على موقع ألو سيني (الفرنسية)
- دينيسي دومون على موقع أول موفي (الإنجليزية)
- دينيسي دومون على موقع قاعدة بيانات الأفلام السويدية (السويدية)
- دينيسي دومون على موقع قاعدة بيانات الفيلم (الإنجليزية)
- دينيسي دومون على موقع كينوبويسك (الروسية)